# Dada Sahib
Meherban Shrimant Parusharam Rao Shrinivas, kortweg Parusharam Rao Shrinivas, ook wel Dada Sahib (17 februari 1858 - 1905) was de achtste radja van het voormalige vorstenland Aundh in de kroonkolonie Brits-Indië van 1901 tot 1905.
De radja's van Aundh droegen de titel Pant Pratinidhi. Prati Nidhi betekent plaatsvervanger, commissaris, onderkoning.
Dada Sahib volgde zijn vader op als Radja van Aundh bij diens dood in 1901. Hij trouwde op 20 februari 1902 en had twee zoons, Nana Sahib en Bhau Sahib.